# Œillet des Chartreux
Dianthus carthusianorum
Espèce
Classification phylogénétique
L'œillet des Chartreux (Dianthus carthusianorum) est une espèce de plantes herbacées vivaces de la famille des Caryophyllaceae.
Cette espèce est originaire d'Europe et d'Asie tempérée.

## Description

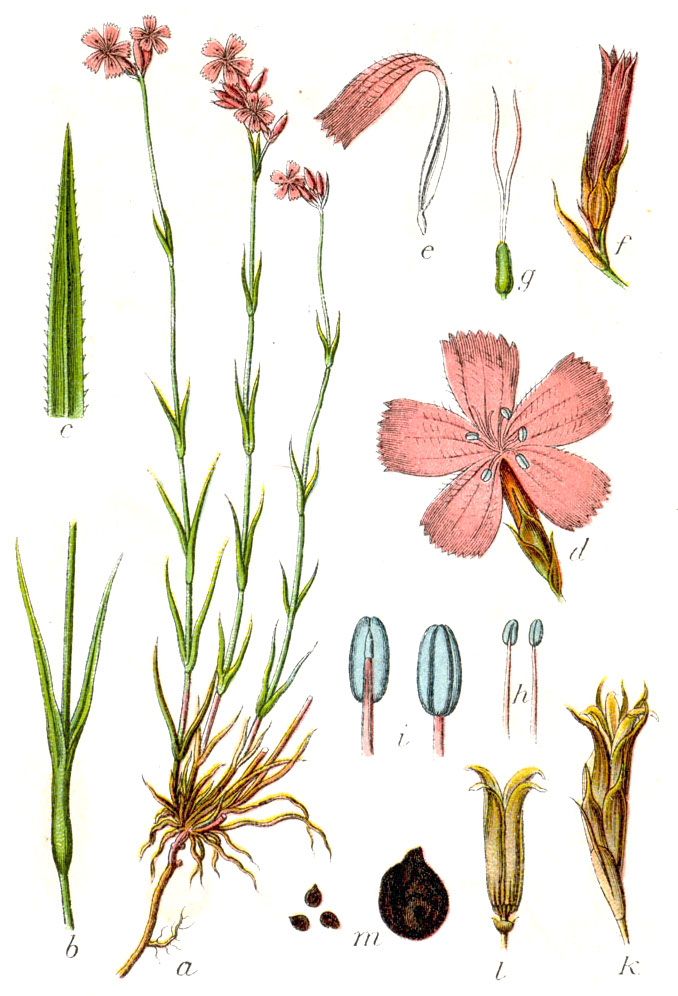
Illustration (1796).

L'espèce est vivace, dressée et raide, glabre, jusqu'à 50 cm de haut.
Les feuilles sont étroites, engainantes à la base sur 15 mm.
La floraison a lieu de mai à juillet. Les fleurs sont de 20 mm de diamètre, sessiles, réunies en tête denses ; les pétales sont veinés de sombre.

## Habitat
L'espèce est présente dans les pelouses sèches, forêts claires, bords de haies.

## Répartition
Presque toute la France continentale, en régression en plaine.
L'espèce est présente dans tout le bassin méditerranéen, sauf en Grèce et certaines îles.

## Synonymes
- Dianthus montivagus Domin
- Dianthus tenuifolius Schur
- Dianthus velebiticus Borbás ex Degen

## Utilisations
Elle est cultivée comme plante ornementale.